# Cornelis Vreeswijk (musikalbum)
Cornelis Vreeswijk är artisten Cornelis Vreeswijks första nederländska LP-skiva. Utgiven av Fontana 1972 (6315 002). 
De flesta låtarna är nederländskspråkiga tolkningar av redan välkända svenskspråkiga alster. Skivan var en stor succé och låg etta på nederländska topplistan.
Producent: Gerrit den Braber.

## Låtlista
- Sid A

1. "Misschien wordt't morgen beter"
2. "De haan en de hen (die nog maagd was)" (Hönan Agda på nederländska)
3. "Jantjes blues"
4. "Dans om de bom"
5. "Waar ga je heen"
6. "De nozem en de non" (Cornelis mest kända sång i Nederländerna)

- Sid B

1. "Veronica"
2. "Waar gaan wij naar toe na onze dood"
3. "Samba de Maria"
4. "Waar is mijn ziel"
5. "Felicia"
6. "Hopeloos Blues"